# Sir Safety Umbria Volley Perugia 2017-2018
Questa voce raccoglie le informazioni riguardanti la Sir Safety Umbria Volley Perugia nelle competizioni ufficiali della stagione 2017-2018.

## Stagione
Nella stagione 2017-18 la Sir Safety Umbria Volley Perugia assume la denominazione sponsorizzata di Sir Safety Conad Perugia e in ambito europeo quella di Sir Colussi Sicoma Perugia.
Il terzo posto nella regular season della stagione 2016-17 permette alla squadra di giocare la Supercoppa italiana: vince per la prima volta il trofeo battendo in finale la Lube.
Partecipa per la sesta volta alla Superlega; chiude la regular season di campionato al primo posto in classifica, qualificandosi per i play-off scudetto, che vince, sconfiggendo nella serie finale la Lube.
In Coppa Italia ottiene la prima affermazione superando in finale la Lube.
Gioca inoltre la Champions League: dopo aver superato la fase a gironi al primo posto nel proprio raggruppamento conquista il terzo posto vincendo la finale di consolazione contro la ZAKSA essendo stata sconfitta in semifinale dalla Lube.

## Organigramma societario
Area direttiva
- Presidente: Gino Sirci
- Vicepresidente: Maurizio Sensi
- Segreteria generale: Rosanna Rosati
- Direttore generale: Benedetto Rizzuto
- Direttore tecnico: Stafano Recine, Goran Vujević
- Dirigente: Egeo Baldassarri
- Logistica: Piero Bizzarri
- Responsabile CEV: Francesco Allegrucci

Area tecnica
- Allenatore: Lorenzo Bernardi
- Allenatore in seconda: Massimo Caponeri, Carmine Fontana
- Scout man: Gianluca Carloncelli, Francesco Monopoli
- Responsabile settore giovanile: Andrea Piacentini

Area comunicazione
- Ufficio stampa: Simone Camardese
- Relazioni esterne: Rosanna Rosati
- Social media manager: Paolo Tardio
- Fotografo: Michele Benda

Area marketing
- Ufficio marketing: Maurizio Sensi
- Biglietteria: Luca Ciambrusco

Area sanitaria
- Medico: Auro Caraffa, Giuseppe Sabatino, Ermanno Trinchese
- Preparatore atletico: Lorenzo Barbieri
- Fisioterapista: Tommaso Brunelli Felicetti, Mauro Proietti
- Massaggiatore: Emilio Giusti
- Radiologo: Massimo Bianchi
- Posturologo: Claudio Nappini
- Psicologo: Sandro Elisei

## Rosa
| N° | Nome                    | Ruolo | Data di nascita   | Nazionalità sportiva |
| -- | ----------------------- | ----- | ----------------- | -------------------- |
| 2  | Fabio Ricci             | C     | 11 luglio 1994    | Italia               |
| 4  | Andrea Cesarini         | L     | 22 luglio 1987    | Italia               |
| 5  | James Shaw              | P     | 5 marzo 1994      | Stati Uniti          |
| 8  | Aaron Russell           | S     | 4 giugno 1993     | Stati Uniti          |
| 9  | Ivan Zaytsev            | O     | 2 ottobre 1988    | Italia               |
| 10 | Dore Della Lunga        | S     | 25 luglio 1984    | Italia               |
| 11 | Tommi Siirilä           | C     | 5 agosto 1993     | Finlandia            |
| 12 | Alexander Berger        | S     | 27 settembre 1988 | Austria              |
| 13 | Massimo Colaci          | L     | 21 febbraio 1985  | Italia               |
| 14 | Aleksandar Atanasijević | O     | 4 settembre 1991  | Serbia               |
| 15 | Luciano De Cecco        | P     | 2 giugno 1988     | Argentina            |
| 16 | Leo Andrić              | O     | 20 luglio 1994    | Croazia              |
| 17 | Simone Anzani           | C     | 24 febbraio 1992  | Italia               |
| 18 | Marko Podraščanin       | C     | 29 agosto 1987    | Serbia               |

## Mercato
| Acquisti | Acquisti        | Acquisti          | Acquisti   |
| R.       | Nome            | da                | Modalità   |
| -------- | --------------- | ----------------- | ---------- |
| O        | Leo Andrić      | Effector Kielce   | definitivo |
| C        | Simone Anzani   | BluVolley Verona  | definitivo |
| L        | Andrea Cesarini | Emma Villas       | definitivo |
| L        | Massimo Colaci  | Trentino          | definitivo |
| C        | Fabio Ricci     | Porto Robur Costa | definitivo |
| P        | James Shaw      | Padova            | definitivo |
| C        | Tommi Siirilä   | Gazélec Ajaccio   | definitivo |
| O        | Ivan Zaytsev    | Al-Arabi          | definitivo |

| Cessioni | Cessioni                | Cessioni          | Cessioni   |
| R.       | Nome                    | a                 | Modalità   |
| -------- | ----------------------- | ----------------- | ---------- |
| L        | Andrea Bari             | Marconi           | definitivo |
| C        | Emanuele Birarelli      | BluVolley Verona  | definitivo |
| C        | Simone Buti             | Milano            | definitivo |
| S        | Velizar Černokožev      | Dobrudža          | definitivo |
| C        | Alessandro Franceschini | Civita Castellana | definitivo |
| P        | Mihajlo Mitić           | Gazprom-Jugra     | definitivo |
| P        | Matteo Paris            | New Mater         | definitivo |
| L        | Federico Tosi           | Modena            | definitivo |

## Risultati

### Superlega

#### Girone di andata
| 1ª giornata - 15 ottobre 2017 PalaEvangelisti, Perugia                  | Sir Safety Perugia | 3 - 0 | Padova             | 25-17, 25-16, 25-22        |
| 2ª giornata - 22 ottobre 2017 PalaOlimpia, Verona                       | BluVolley Verona   | 0 - 3 | Sir Safety Perugia | 16-25, 21-25, 19-25        |
| 3ª giornata - 25 ottobre 2017 PalaBanca, Piacenza                       | Piacenza           | 0 - 3 | Sir Safety Perugia | 22-25, 24-26, 22-25        |
| 4ª giornata - 29 ottobre 2017 PalaEvangelisti, Perugia                  | Sir Safety Perugia | 3 - 0 | Powervolley Milano | 25-19, 25-20, 25-23        |
| 5ª giornata - 1º novembre 2017 PalaEvangelisti, Perugia                 | Sir Safety Perugia | 3 - 0 | Milano             | 25-21, 25-16, 25-11        |
| 6ª giornata - 5 novembre 2017 Palasport "Città di Frosinone", Frosinone | Argos              | 1 - 3 | Sir Safety Perugia | 20-25, 26-28, 25-21, 21-25 |
| 7ª giornata - 15 novembre 2017 PalaEvangelisti, Perugia                 | Sir Safety Perugia | 3 - 0 | Trentino           | 25-21, 26-24, 30-28        |
| 8ª giornata - 19 novembre 2017 PalaValentia, Vibo Valentia              | Callipo            | 0 - 3 | Sir Safety Perugia | 13-25, 23-25, 23-25        |
| 9ª giornata - 26 novembre 2017 PalaCivitanova, Civitanova Marche        | Lube               | 3 - 0 | Sir Safety Perugia | 28-26, 25-15, 25-21        |
| 10ª giornata - 3 dicembre 2017 PalaEvangelisti, Perugia                 | Sir Safety Perugia | 3 - 0 | New Mater          | 25-17, 29-27, 25-11        |
| 11ª giornata - 10 dicembre 2017 PalaBianchini, Latina                   | Top Volley Latina  | 1 - 3 | Sir Safety Perugia | 39-41, 25-20, 15-25, 17-25 |
| 12ª giornata - 17 dicembre 2017 PalaEvangelisti, Perugia                | Sir Safety Perugia | 0 - 3 | Modena             | 22-25, 23-25, 21-25        |
| 13ª giornata - 26 dicembre 2017 PalaDeAndré, Ravenna                    | Porto Robur Costa  | 0 - 3 | Sir Safety Perugia | 22-25, 16-25, 18-25        |

#### Girone di ritorno
| 1ª giornata - 30 dicembre 2017 PalaSanLazzaro, Padova       | Padova             | 1 - 3 | Sir Safety Perugia | 25-20, 22-25, 15-25, 14-25        |
| 2ª giornata - 4 gennaio 2018 PalaEvangelisti, Perugia       | Sir Safety Perugia | 3 - 1 | BluVolley Verona   | 25-19, 26-28, 25-18, 25-22        |
| 3ª giornata - 7 gennaio 2018 PalaEvangelisti, Perugia       | Sir Safety Perugia | 3 - 1 | Piacenza           | 25-21, 19-25, 25-18, 25-19        |
| 4ª giornata - 10 gennaio 2018 PalaPiantanida, Busto Arsizio | Powervolley Milano | 1 - 3 | Sir Safety Perugia | 20-25, 25-23, 20-25, 22-25        |
| 5ª giornata - 13 gennaio 2018 Palazzetto dello Sport, Monza | Milano             | 0 - 3 | Sir Safety Perugia | 22-25, 18-25, 20-25               |
| 6ª giornata - 21 gennaio 2018 PalaEvangelisti, Perugia      | Sir Safety Perugia | 3 - 0 | Argos              | 25-18, 25-23, 26-24               |
| 7ª giornata - 4 febbraio 2018 PalaTrento, Trento            | Trentino           | 0 - 3 | Sir Safety Perugia | 23-25, 21-25, 19-25               |
| 8ª giornata - 7 febbraio 2018 PalaEvangelisti, Perugia      | Sir Safety Perugia | 3 - 0 | Callipo            | 25-20, 25-18, 25-21               |
| 9ª giornata - 10 febbraio 2018 PalaEvangelisti, Perugia     | Sir Safety Perugia | 3 - 1 | Lube               | 23-25, 25-22, 25-19, 25-20        |
| 10ª giornata - 18 febbraio 2018 PalaFlorio, Bari            | New Mater          | 0 - 3 | Sir Safety Perugia | 21-25, 18-25, 12-25               |
| 11ª giornata - 21 febbraio 2018 PalaEvangelisti, Perugia    | Sir Safety Perugia | 3 - 1 | Top Volley Latina  | 16-25, 25-16, 25-21, 25-10        |
| 12ª giornata - 25 febbraio 2018 PalaPanini, Modena          | Modena             | 3 - 2 | Sir Safety Perugia | 21-25, 25-20, 25-20, 21-25, 15-13 |
| 13ª giornata - 4 marzo 2018 PalaEvangelisti, Perugia        | Sir Safety Perugia | 3 - 0 | Porto Robur Costa  | 25-15, 25-14, 25-19               |

#### Play-off scudetto
| Quarti di finale (gara 1) - 10 marzo 2018 PalaEvangelisti, Perugia | Sir Safety Perugia | 3 - 1 | Porto Robur Costa  | 20-25, 26-24, 28-26, 25-19        |
| Quarti di finale (gara 2) - 18 marzo 2018 PalaDeAndré, Ravenna     | Porto Robur Costa  | 3 - 2 | Sir Safety Perugia | 20-25, 25-23, 27-25, 29-31, 15-12 |
| Quarti di finale (gara 3) - 25 marzo 2018 PalaEvangelisti, Perugia | Sir Safety Perugia | 3 - 0 | Porto Robur Costa  | 25-19, 25-18, 25-23               |
| Semifinali (gara 1) - 29 marzo 2018 PalaEvangelisti, Perugia       | Sir Safety Perugia | 3 - 1 | Trentino           | 25-23, 18-25, 25-23, 25-22        |
| Semifinali (gara 2) - 1º aprile 2018 PalaTrento, Trento            | Trentino           | 3 - 2 | Sir Safety Perugia | 26-24, 13-25, 19-25, 25-23, 15-10 |
| Semifinali (gara 3) - 7 aprile 2018 PalaEvangelisti, Perugia       | Sir Safety Perugia | 3 - 2 | Trentino           | 25-27, 25-13, 21-25, 25-17, 15-13 |
| Semifinali (gara 4) - 15 aprile 2018 PalaTrento, Trento            | Trentino           | 3 - 0 | Sir Safety Perugia | 25-22, 26-24, 25-23               |
| Semifinali (gara 5) - 19 aprile 2018 PalaEvangelisti, Perugia      | Sir Safety Perugia | 3 - 0 | Trentino           | 25-12, 25-20, 30-28               |
| Finale (gara 1) - 22 aprile 2018 PalaEvangelisti, Perugia          | Sir Safety Perugia | 3 - 1 | Lube               | 25-21, 22-25, 25-18, 25-23        |
| Finale (gara 2) - 25 aprile 2018 PalaCivitanova, Civitanova Marche | Lube               | 3 - 2 | Sir Safety Perugia | 22-25, 24-26, 25-17, 25-23, 15-11 |
| Finale (gara 3) - 28 aprile 2018 PalaEvangelisti, Perugia          | Sir Safety Perugia | 3 - 1 | Lube               | 25-21, 25-21, 21-25, 25-23        |
| Finale (gara 4) - 1º maggio 2018 PalaCivitanova, Civitanova Marche | Lube               | 3 - 1 | Sir Safety Perugia | 25-19, 24-26, 25-19, 25-20        |
| Finale (gara 5) - 6 maggio 2018 PalaEvangelisti, Perugia           | Sir Safety Perugia | 3 - 0 | Lube               | 25-22, 25-23, 27-25               |

### Coppa Italia
| Quarti di finale - 18 ottobre 2017 PalaEvangelisti, Perugia | Sir Safety Perugia | 3 - 0 | Padova             | 25-18, 25-17, 28-26        |
| Semifinali - 27 gennaio 2018 PalaFlorio, Bari               | Trentino           | 0 - 3 | Sir Safety Perugia | 17-25, 17-25, 17-25        |
| Finale - 28 gennaio 2018 PalaFlorio, Bari                   | Lube               | 1 - 3 | Sir Safety Perugia | 25-16, 22-25, 20-25, 25-27 |

### Supercoppa italiana
| Semifinale - 7 ottobre 2017 PalaCivitanova, Civitanova Marche | Trentino | 1 - 3 | Sir Safety Perugia | 20-25, 18-25, 25-23, 22-25 |
| Finale - 8 ottobre 2017 PalaCivitanova, Civitanova Marche     | Lube     | 1 - 3 | Sir Safety Perugia | 20-25, 25-22, 17-25, 26-28 |

### Champions League

#### Fase preliminare a eliminazione diretta
| Terzo turno (andata) - 8 novembre 2017 Palazzetto dello Sport Uruchje, Minsk | Šachcër Salihorsk  | 1 - 3 | Sir Safety Perugia | 25-23, 20-25, 17-25, 16-25 |
| Terzo turno (ritorno) - 12 novembre 2017 PalaEvangelisti, Perugia            | Sir Safety Perugia | 3 - 0 | Šachcër Salihorsk  | 25-15, 25-16, 25-19        |

#### Fase a gironi
| 1ª giornata - 6 dicembre 2017 PalaEvangelisti, Perugia            | Sir Safety Perugia | 3 - 2 | Lube               | 28-30, 20-25, 25-23, 25-19, 15-9  |
| 2ª giornata - 20 dicembre 2017 Burhan Felek Spor Salonu, Istanbul | Fenerbahçe         | 0 - 3 | Sir Safety Perugia | 20-25, 21-25, 23-25               |
| 3ª giornata - 16 gennaio 2018 Sporthal Schiervelde, Roeselare     | Roeselare          | 2 - 3 | Sir Safety Perugia | 25-21, 25-27, 15-25, 25-21, 12-15 |
| 4ª giornata - 31 gennaio 2018 PalaEvangelisti, Perugia            | Sir Safety Perugia | 3 - 0 | Roeselare          | 25-16, 25-22, 25-17               |
| 5ª giornata - 15 febbraio 2018 PalaEvangelisti, Perugia           | Sir Safety Perugia | 3 - 1 | Fenerbahçe         | 25-22, 25-12, 20-25, 25-18        |
| 6ª giornata - 28 febbraio 2018 PalaCivitanova, Civitanova Marche  | Lube               | 0 - 3 | Sir Safety Perugia | 24-26, 23-25, 25-27               |

#### Fase a eliminazione diretta
| Play-off a 12 (andata) - 13 marzo 2018 Başkent Voleybol Salonu, Ankara | Halkbank              | 0 - 3 | Sir Safety Perugia    | 18-25, 22-25, 29-31               |
| Play-off a 12 (ritorno) - 21 marzo 2018 PalaEvangelisti, Perugia       | Sir Safety Perugia    | 3 - 0 | Halkbank              | 25-23, 25-23, 25-13               |
| Play-off a 6 (andata) - 4 aprile 2018 PalaEvangelisti, Perugia         | Sir Safety Perugia    | 3 - 1 | Lokomotiv Novosibirsk | 24-26, 25-15, 25-19, 25-21        |
| Play-off a 6 (ritorno) - 11 aprile 2018 SKK Sever, Novosibirsk         | Lokomotiv Novosibirsk | 3 - 2 | Sir Safety Perugia    | 20-25, 25-22, 17-25, 25-21, 15-11 |
| Semifinali - 12 maggio 2018 Basket-Hall, Kazan'                        | Sir Safety Perugia    | 0 - 3 | Zenit-Kazan           | 22-25, 20-25, 20-25               |
| Finale 3º posto - 13 maggio 2018 Basket-Hall, Kazan'                   | ZAKSA                 | 2 - 3 | Sir Safety Perugia    | 25-17, 27-29, 25-19, 23-25, 7-15  |

## Statistiche

### Statistiche di squadra
| Competizione        | Punti | In casa | In casa | In casa | In trasferta | In trasferta | In trasferta | Totale | Totale | Totale |
| Competizione        | Punti | G       | V       | P       | G            | V            | P            | G      | V      | P      |
| ------------------- | ----- | ------- | ------- | ------- | ------------ | ------------ | ------------ | ------ | ------ | ------ |
| Superlega           | 70    | 21      | 20      | 1       | 18           | 11           | 7            | 39     | 31     | 8      |
| Coppa Italia        | -     | 1       | 1       | 0       | 0            | 0            | 0            | 3      | 3      | 0      |
| Supercoppa italiana | -     | -       | -       | -       | -            | -            | -            | 2      | 2      | 0      |
| Champions League    | 16    | 6       | 6       | 0       | 6            | 5            | 1            | 14     | 12     | 2      |
| Totale              | -     | 28      | 27      | 1       | 24           | 16           | 8            | 58     | 48     | 10     |

G = partite giocate; V = partite vinte; P = partite perse

### Statistiche dei giocatori
| Giocatore       | Superlega | Superlega | Superlega | Superlega | Superlega | Coppa Italia | Coppa Italia | Coppa Italia | Coppa Italia | Coppa Italia | Supercoppa italiana | Supercoppa italiana | Supercoppa italiana | Supercoppa italiana | Supercoppa italiana | Champions League | Champions League | Champions League | Champions League | Champions League | Totale | Totale | Totale | Totale | Totale |
| Giocatore       | P         | PT        | AV        | MV        | BV        | P            | PT           | AV           | MV           | BV           | P                   | PT                  | AV                  | MV                  | BV                  | P                | PT               | AV               | MV               | BV               | P      | PT     | AV     | MV     | BV     |
| --------------- | --------- | --------- | --------- | --------- | --------- | ------------ | ------------ | ------------ | ------------ | ------------ | ------------------- | ------------------- | ------------------- | ------------------- | ------------------- | ---------------- | ---------------- | ---------------- | ---------------- | ---------------- | ------ | ------ | ------ | ------ | ------ |
| L. Andrić       | 13        | 24        | 19        | 3         | 2         | 1            | 0            | 0            | 0            | 0            | 0                   | 0                   | 0                   | 0                   | 0                   | 4                | 16               | 15               | 0                | 1                | 18     | 40     | 34     | 3      | 3      |
| S. Anzani       | 36        | 256       | 174       | 68        | 14        | 3            | 21           | 13           | 7            | 1            | 2                   | 15                  | 11                  | 3                   | 1                   | 13               | 78               | 51               | 19               | 8                | 54     | 370    | 249    | 97     | 24     |
| A. Atanasijević | 39        | 670       | 545       | 47        | 78        | 3            | 45           | 41           | 2            | 2            | 2                   | 42                  | 33                  | 4                   | 5                   | 14               | 271              | 226              | 20               | 25               | 58     | 1 028  | 845    | 73     | 110    |
| A. Berger       | 33        | 141       | 111       | 18        | 12        | 2            | 0            | 0            | 0            | 0            | 0                   | 0                   | 0                   | 0                   | 0                   | 14               | 80               | 59               | 13               | 8                | 49     | 221    | 170    | 31     | 20     |
| A. Cesarini     | 8         | 0         | 0         | 0         | 0         | 0            | 0            | 0            | 0            | 0            | 0                   | 0                   | 0                   | 0                   | 0                   | 5                | 0                | 0                | 0                | 0                | 13     | 0      | 0      | 0      | 0      |
| M. Colaci       | 39        | 0         | 0         | 0         | 0         | 1            | 1            | 1            | 0            | 0            | 2                   | 0                   | 0                   | 0                   | 0                   | 14               | 0                | 0                | 0                | 0                | 56     | 1      | 1      | 0      | 0      |
| L. De Cecco     | 39        | 92        | 40        | 24        | 28        | 3            | 5            | 1            | 3            | 1            | 2                   | 9                   | 2                   | 3                   | 4                   | 13               | 28               | 11               | 14               | 3                | 57     | 134    | 54     | 44     | 36     |
| D. Della Lunga  | 33        | 8         | 1         | 0         | 7         | 1            | 1            | 0            | 0            | 1            | 2                   | 0                   | 0                   | 0                   | 0                   | 9                | 4                | 2                | 0                | 2                | 45     | 13     | 3      | 0      | 10     |
| M. Podraščanin  | 38        | 270       | 152       | 85        | 33        | 3            | 24           | 14           | 8            | 2            | 2                   | 22                  | 13                  | 9                   | 0                   | 14               | 132              | 87               | 32               | 13               | 57     | 448    | 266    | 134    | 48     |
| F. Ricci        | 16        | 63        | 39        | 20        | 4         | 0            | 0            | 0            | 0            | 0            | 1                   | 0                   | 0                   | 0                   | 0                   | 10               | 10               | 6                | 4                | 0                | 27     | 73     | 45     | 24     | 4      |
| A. Russell      | 34        | 373       | 313       | 20        | 40        | 3            | 34           | 26           | 2            | 6            | 2                   | 37                  | 24                  | 8                   | 5                   | 13               | 129              | 103              | 9                | 17               | 52     | 573    | 466    | 39     | 68     |
| J. Shaw         | 38        | 16        | 5         | 8         | 3         | 3            | 1            | 1            | 0            | 0            | 2                   | 0                   | 0                   | 0                   | 0                   | 12               | 9                | 6                | 2                | 1                | 55     | 26     | 12     | 10     | 4      |
| T. Siirilä      | 6         | 8         | 5         | 1         | 2         | 0            | 0            | 0            | 0            | 0            | 1                   | 0                   | 0                   | 0                   | 0                   | 7                | 10               | 6                | 3                | 1                | 14     | 18     | 11     | 4      | 3      |
| I. Zaytsev      | 39        | 421       | 326       | 41        | 54        | 3            | 33           | 26           | 3            | 4            | 2                   | 22                  | 15                  | 4                   | 3                   | 11               | 118              | 91               | 14               | 13               | 55     | 594    | 458    | 102    | 74     |

P = presenze; PT = punti totali; AV = attacchi vincenti; MV = muri vincenti; BV = battute vincenti